# Tan Miao
Tan Miao (chiń. 谭淼; ur. 6 stycznia 1987 w Jinan) – chińska pływaczka, wicemistrzyni olimpijska.
Specjalizuje się w pływaniu stylem dowolnym. Największym osiągnięciem zawodniczki jest srebrny medal igrzysk olimpijskich w Pekinie w sztafecie na dystansie 4 x 200 m. Płynąc razem z Yang Yu, Zhu Qianwei i Pang Jiaying sztafeta chińska osiągnęła wynik 7.45,93 min, przegrywając jedynie z Australijkami.

## Osiągnięcia

### Igrzyska olimpijskie
| Olimpiada  | Data             | Konkurencja               | Rezultat    | Miejsce |
| ---------- | ---------------- | ------------------------- | ----------- | ------- |
| Pekin 2008 | 14 sierpnia 2008 | 4 x 200 m stylem dowolnym | 7:45,93 min |         |